# Limba malayalam
Limba malayalam, cunoscută mai rar și sub denumirea de kairali, este o limbă din familia limbilor dravidiene, vorbită în principal în statul indian Kerala.